# آدم یشاری
آدم یشاری (۲۸ نوامبر ۱۹۵۵–۷ مارس ۱۹۹۸) با نام اصلی فضلی یشاری یکی از بنیانگذاران ارتش آزادی‌بخش کوزوو بود. این ارتش، سازمانی آلبانیایی-کوزوویی بود که برای استقلال کوزوو از جمهوری فدرال یوگسلاوی در طول دههٔ ۱۹۹۰ مبارزه می‌کرد.
یشاری از سال ۱۹۹۱ و قبل از سفرش به آلبانی برای فراگیری آموزش‌های نظامی، در حملاتی علیه پلیس صربستان حضور داشت. او که در سال ۱۹۹۳ دستگیر شده بود، به دستور ارتش آلبانی آزاد شد و بعداً به کوزوو بازگشت و به حملات خود علیه تشکیلات یوگسلاوی ادامه داد. او در ژوئیهٔ ۱۹۹۷، طی یک محاکمهٔ غیابی توسط دادگاه یوگسلاوی به تروریسم محکوم شد. پلیس صربستان پس از چندین تلاش ناموفق برای دستگیری یا کشتن یشاری، در مارس ۱۹۹۸ به خانهٔ او در پرکاز حمله کرد. حمله‌ای که به کشته‌شدن ۵۷ نفر از اعضای خاندان یشاری از جمله خود او، همسرش، برادرش و پسرش انجامید.

یشاری که به عنوان «پدر ارتش آزادی‌بخش کوزوو» قلمداد شده‌است، توسط مردمان قوم آلبانیایی به عنوان نماد استقلال کوزوو شناخته می‌شود. او پس از مرگش و با اعلام استقلال کوزوو در سال ۲۰۰۸، عنوان «قهرمان کوزوو» را دریافت کرد. تئاتر ملی پریشتینا، فرودگاه بین‌المللی پریشتینا و ورزشگاه المپیک آدم یشاری در پریشتینا، پایتخت کوزوو، به افتخار او نامگذاری شده‌اند.

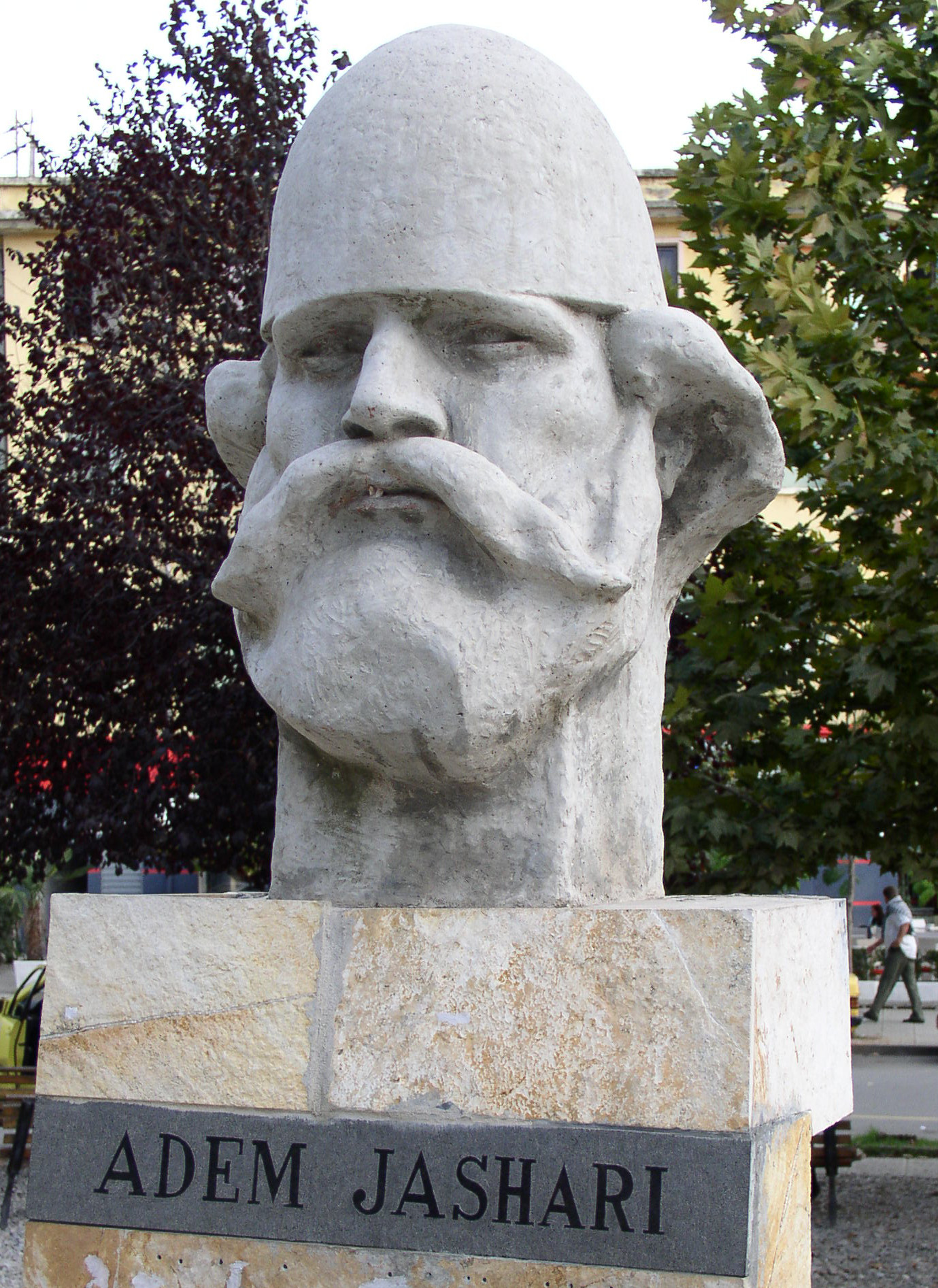
سردیس یشاری در تیرانا
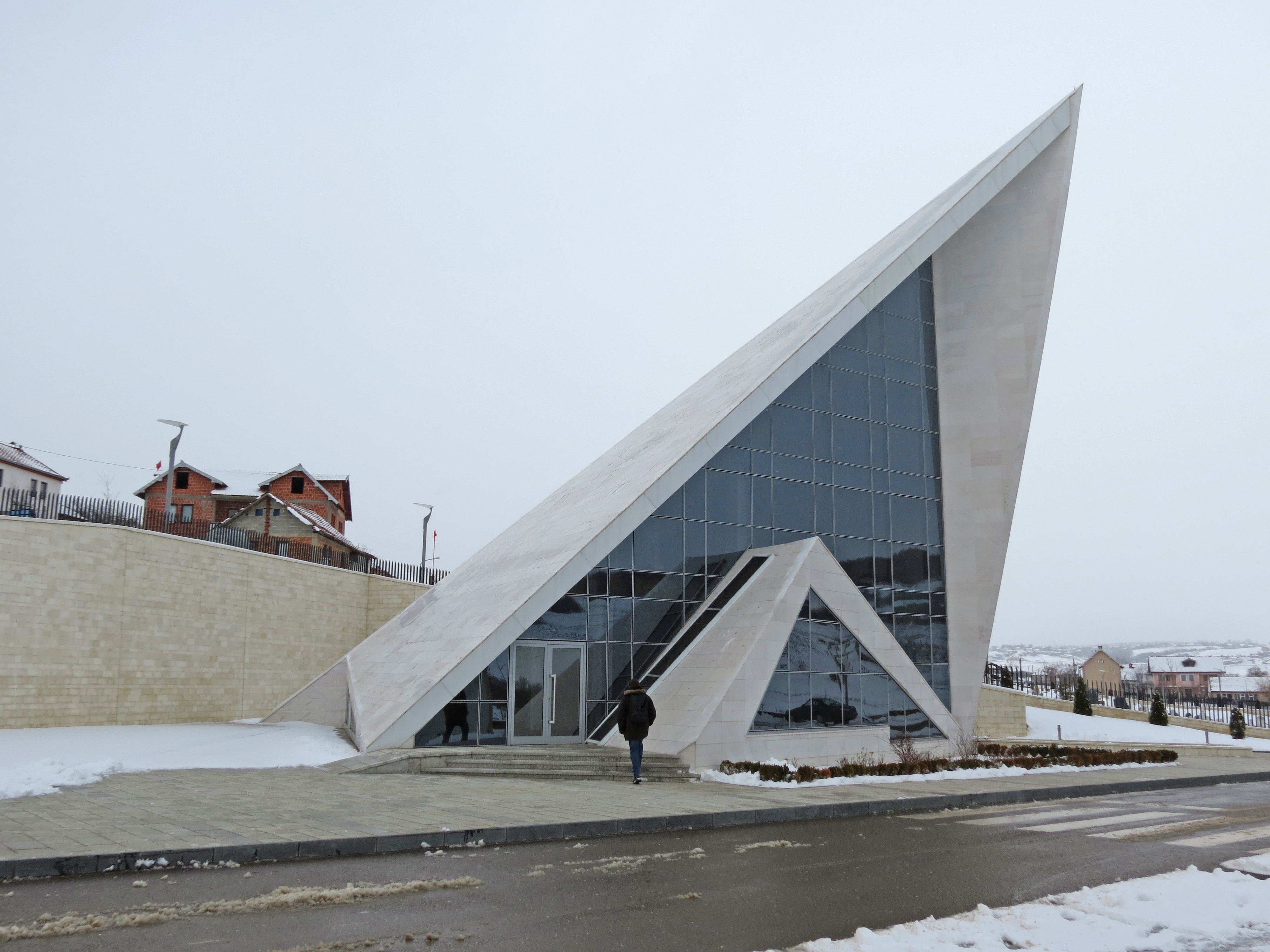
مجتمع یادبود آدم یشاری در پرکاز
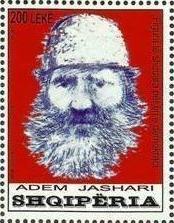
چهرهٔ یشاری بر روی تمبر سال ۲۰۰۸ آلبانی